# Парадокс Клейна в графене
Парадо́кс Кле́йна в графе́не — прохождение любых потенциальных барьеров без обратного рассеяния под прямым углом. Эффект связан с тем, что спектр носителей тока в графене линейный и квазичастицы подчиняются уравнению Дирака для графена. Эффект предсказан теоретически в 2006 году для прямоугольного барьера.

## Теория

Коэффициент прохождения (в зависимости от угла падения) через симметричный прямоугольный барьер (энергия частиц 0,04 эВ), при изменении ширины барьера от 25 нм до 150 нм в полярных координатах.

Квазичастицы в графене описываются двумерным гамильтонианом для безмассовых дираковских частиц
{\displaystyle {\hat {H}}=-i\hbar v_{F}\sigma \cdot \nabla ,}
где {\displaystyle \hbar } — постоянная Планка деленная на 2 π, {\displaystyle v_{F}} — Ферми скорость, {\displaystyle \sigma =(\sigma _{x},\sigma _{y})} — вектор оставленный из матриц Паули, {\displaystyle \nabla =(\nabla _{x},\nabla _{y})} — оператор набла. Пусть есть потенциальный барьер с высотой {\displaystyle V_{0}} и шириной {\displaystyle D}, а энергия налетающих частиц равна {\displaystyle E}. Тогда из решения уравнения Дирака для областей слева барьера (индекс I), в самом барьере (II) и справа от барьера (III) запишутся в виде плоских волн как для свободных частиц:
{\displaystyle \psi _{I}(\mathbf {r} )={\frac {1}{\sqrt {2}}}{\begin{pmatrix}1\\se^{i\phi }\end{pmatrix}}e^{i(k_{x}x+k_{y}y)}+{\frac {r}{\sqrt {2}}}{\begin{pmatrix}1\\se^{i(\pi -\phi )}\end{pmatrix}}e^{i(-k_{x}x+k_{y}y)},}
{\displaystyle \psi _{II}(\mathbf {r} )={\frac {a}{\sqrt {2}}}{\begin{pmatrix}1\\s'e^{i\theta }\end{pmatrix}}e^{i(q_{x}x+k_{y}y)}+{\frac {b}{\sqrt {2}}}{\begin{pmatrix}1\\s'e^{i(\pi -\theta )}\end{pmatrix}}e^{i(-q_{x}x+k_{y}y)},}
{\displaystyle \psi _{III}(\mathbf {r} )={\frac {t}{\sqrt {2}}}{\begin{pmatrix}1\\se^{i\phi }\end{pmatrix}}e^{i(k_{x}x+k_{y}y)},}
где приняты следующие обозначения для углов {\displaystyle \phi =\arctan {(k_{y}/k_{x})}}, {\displaystyle \theta =\arctan {(k_{y}/q_{x})}}, и волновых векторов в I-ой и III-ей областях {\displaystyle k_{x}=k_{F}\cos {\phi }}, {\displaystyle k_{y}=k_{F}\sin {\phi }}, и во II-ой области под барьером {\displaystyle q_{x}={\sqrt {(V_{0}-E)^{2}/\hbar ^{2}v_{F}^{2}-k_{y}^{2}}}}, знаков следующих выражений {\displaystyle s=\mathrm {sign} (E)} и {\displaystyle s'=\mathrm {sign} (E-V_{0})}. Неизвестные коэффициенты {\displaystyle r}, {\displaystyle t} амплитуды отражённой и прошедшей волны соответственно находятся из непрерывности волновой функции на границах потенциала.
Для коэффициента прохождения как функции угла падения частицы получено следующее выражение
{\displaystyle T(\phi )={\frac {\cos ^{2}{\theta }\cos ^{2}{\phi }}{[\cos {(Dq_{x})}\cos {\phi }\cos {\theta }]^{2}+\sin ^{2}{(Dq_{x})[1-ss^{'}\sin {\phi }\sin {\theta }]^{2}}}}.}
На рисунке справа показано как изменяется коэффициент прохождения в зависимости от ширины барьера. Показано, что максимальная прозрачность барьера наблюдается при нулевом угле всегда, а при некоторых углах возможны резонансы.